# Лазар Сочица
Лазар Сочица (серб. Лазар Сочица; 1838, Черногория — 1910, Плужине) — воевода, старо-герцеговинский герой из черногорского племени Пиве (Пивляне).

## Биография
Лазар Сочица родился в Плужине в 1838 г., в семье Ристо Сочица и Йованы (серб. Joвана). Брат Теодосий был настоятелем Пивлянского монастыря. После смерти отца в 1848 году, мать Лазара вышла замуж за воеводу Штепана Лешевича. Игумен Теодосий принял Лазара, как сироту и послал в монастырь для того, чтобы обучить грамоте. Когда он научился писать, был одно время сопровождающим турецкого бея Дедаге Ценгича.
В 1858—1862 годах Лазар с Вуле Аджичем посетил Дробняку, где встретился с черногорским князем Данило. Он открыл первые магазины в Пиве, товар закупался прибрежных районах и организовал экспорт скота. Вскоре он стал самым богатым человеком Пива, что позволило ему быть независимым в своей деятельности от князя Николы. Был жузбашой в Пиве и одним из самых известных воевод Боснийского восстания 1875 г., где оказался хорошим тактиком. В его чете какое-то время служил полковник Е. Я. Максимов.
Король Никола I дал Сочице прозвище Муньица за ловкость и скорость. В 1906 г. Сочица стал одним из основателей Народной партии. Вместе с интеллектуальной верхушкой Черногории он активно поддерживал демократизацию страны. 

## Личная жизнь
Женился на Джованне, дочери герцеговинского воеводы из Требинье Марка Тасоваца. У них было 17 детей, но большинство из них погибли во время войн. Дочь Йока была выдана замуж за Перко Вукотича.